# Ranunculus alismifolius
Ranunculus alismifolius är en ranunkelväxtart som beskrevs av Carl Charles Andreas Geyer och George Bentham. Ranunculus alismifolius ingår i släktet ranunkler, och familjen ranunkelväxter.

## Underarter
Arten delas in i följande underarter:
- R. a. alismellus
- R. a. davisii
- R. a. montanus

## Bildgalleri

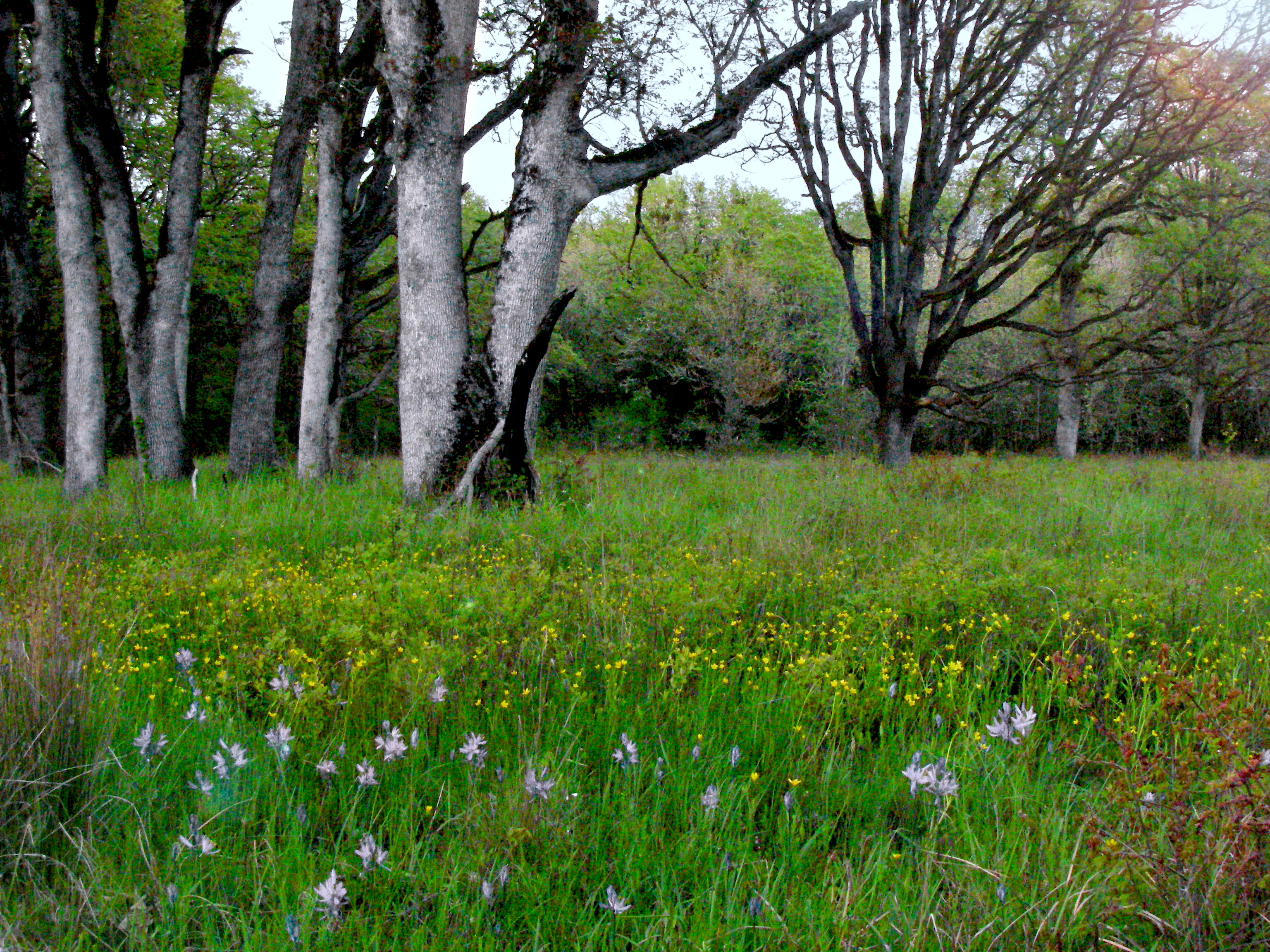